# Kristi födelses katedral, Novokuznetsk
Kristi födelses katedral (ryska: Собор Рождества Христова; translitteration: Sobor Roshdestva Hristova) är en rysk-ortodox katedral belägen i staden Novokuznetsk i Kemerovo oblast, i södra Sibirien i Ryssland.
Katedralen är helgad åt Kristi födelse. Den tillhör Novokuznetsks stift i metropolitstiftet Kuzbass metropolitstift.

## Historik
Kristi födelses katedral i Novokuznetsk uppfördes till minne av 67 gruvarbetare som omkom i en metangasexplosion år 1997. Kort efter explosionen lovade den dåvarande ordföranden för Rysslands regering, Viktor Tjernomyrdin, att uppföra en kyrka i staden.
Grundstenen till katedralen lades och invigdes den 4 juli 1998. Byggandet började sommaren år 2000.
I slutet av 2001 tog byggandet stopp med anledning av brist på finansiering.
På initiativ av guvernören i Kemerovo Aman Tuleev, blev det bestämt att byggandet av katedralen skulle återupptas 2008.
Uppförandet kunde fortsätta med hjälp av donationer från olika företag bekostnad av församlingsmedlemmar.
2011 var den större delen av byggnaden klar. I maj samma år började katedralen att målas.
Den 25 augusti 2013 invigdes katedralen av Rysk-ortodoxa kyrkans patriark, Kirill av Moskva.

## Katedralen

### Exteriör
- Den 19 augusti 2010 invigdes åtta kupoler. Den största kupolen fick monteras upp i delar direkt på plats med anledning av dess storlek och vikt.[1]
- Klocktornet är 51,6 meter hög.[1]
- Katedralen har en totalyta på 3391 kvadratmeter.[1][2]

### Interiör
- Inne i klocktornet finns nio klockor.[3]
- Inne i byggnaden finns det plats för över 2000 personer.[1][2]
- Katedralen har tre sidokapell, där två är helgade åt Helige Sergij av Radonezj och Heliga Barbara.[4]

## Bilder

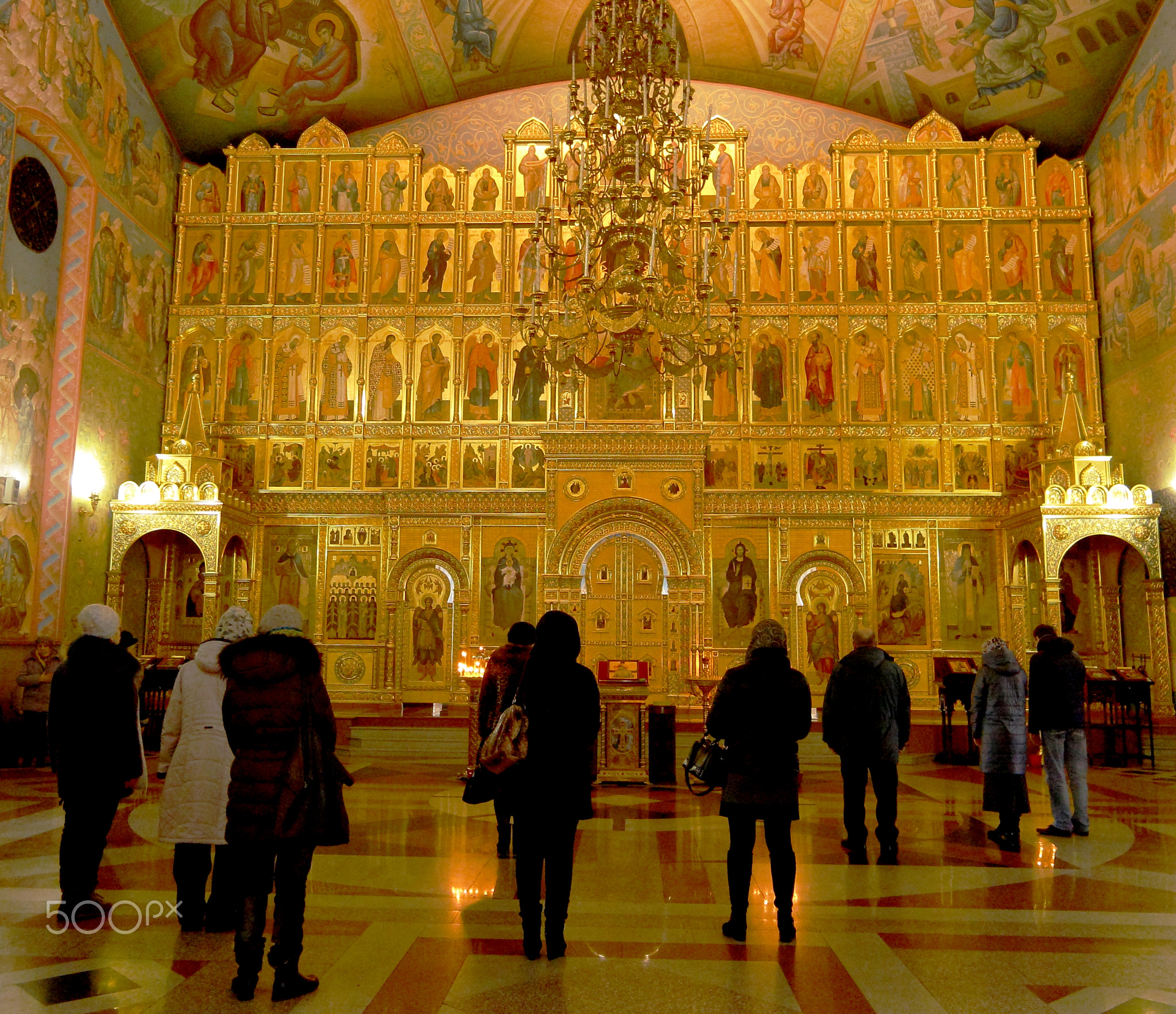
Katedralens interiör mot ikonostasen.
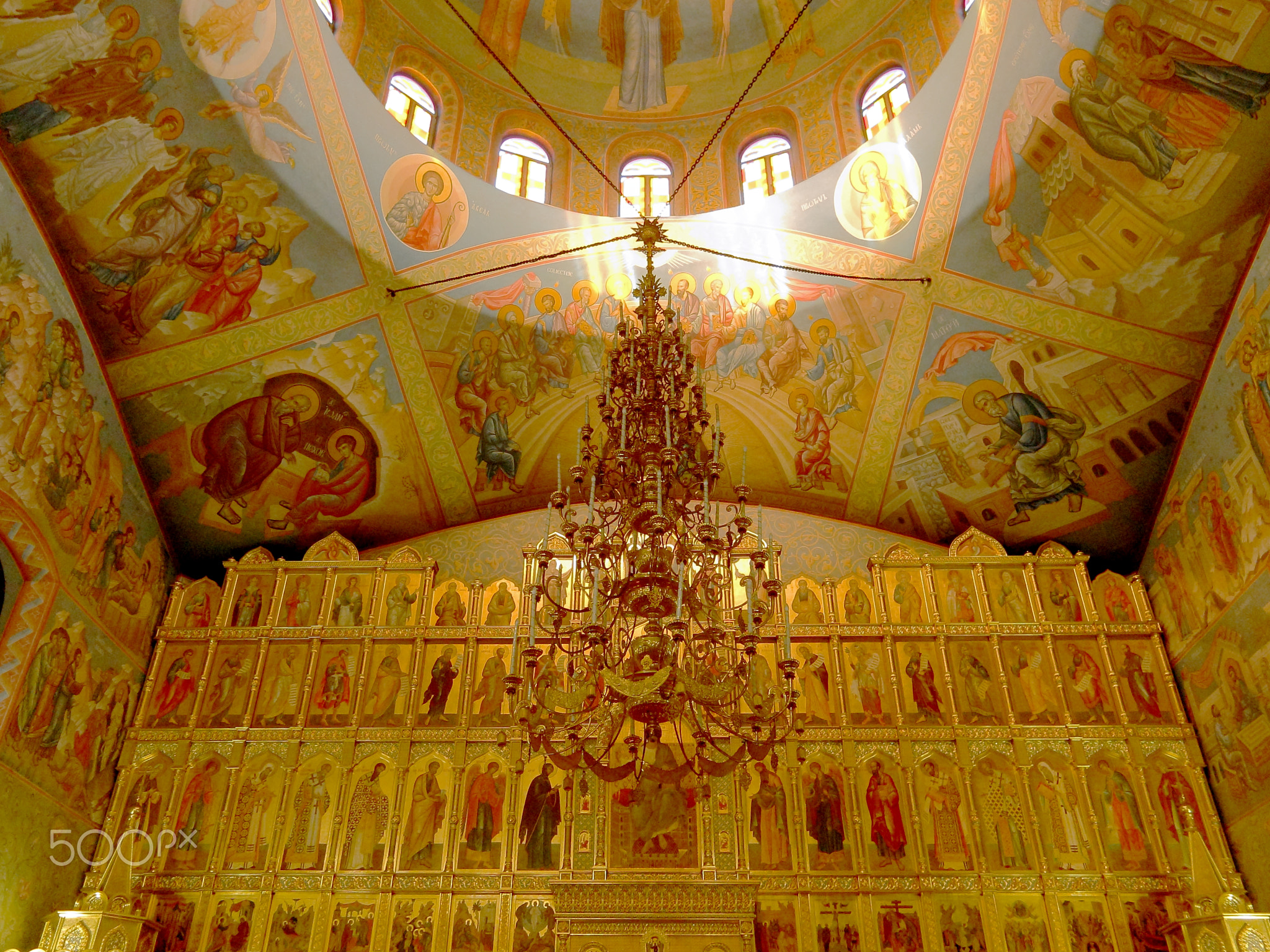
Interiören.
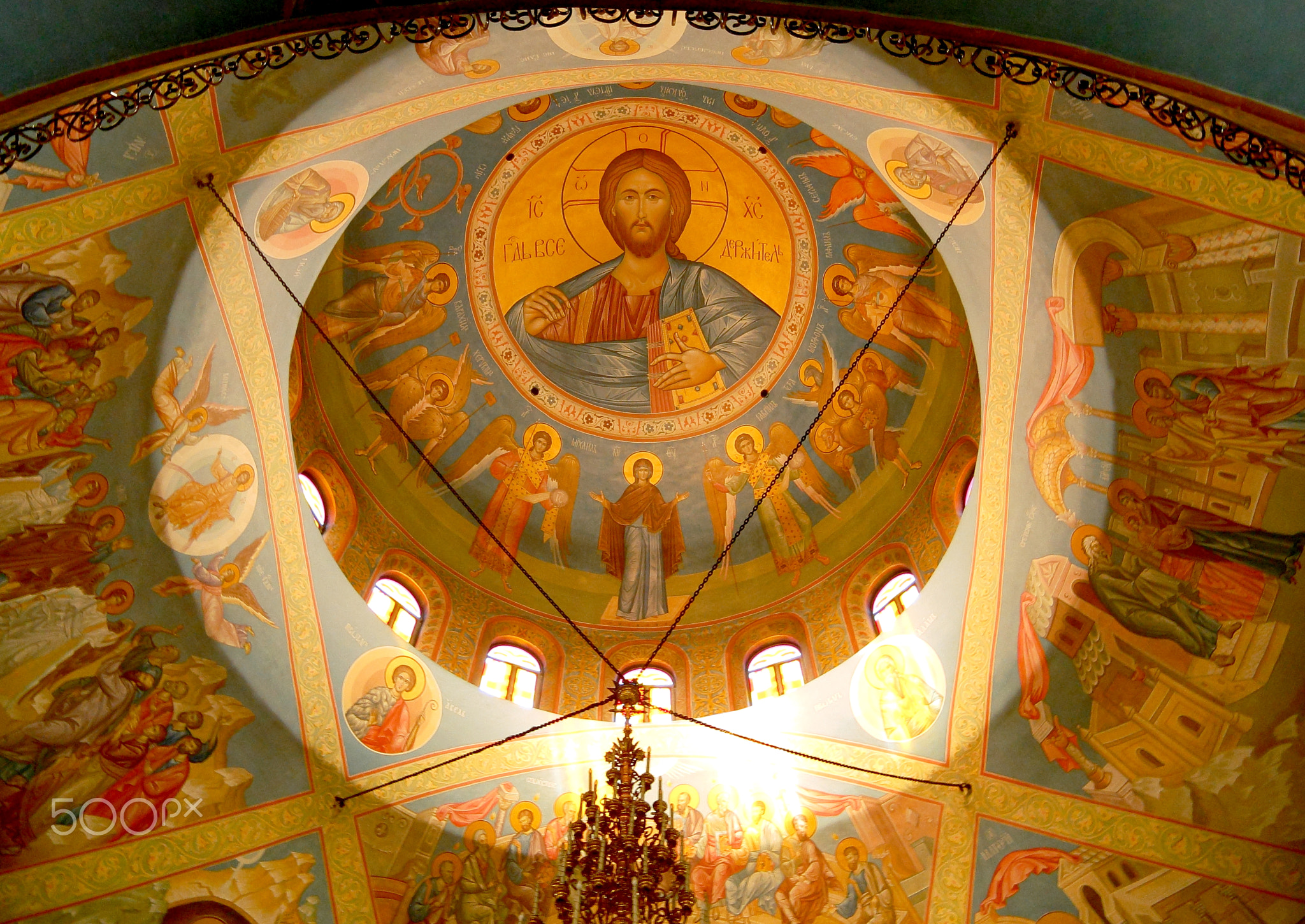
Kupolen inifrån, där Kristus pantokrator är avbildad.
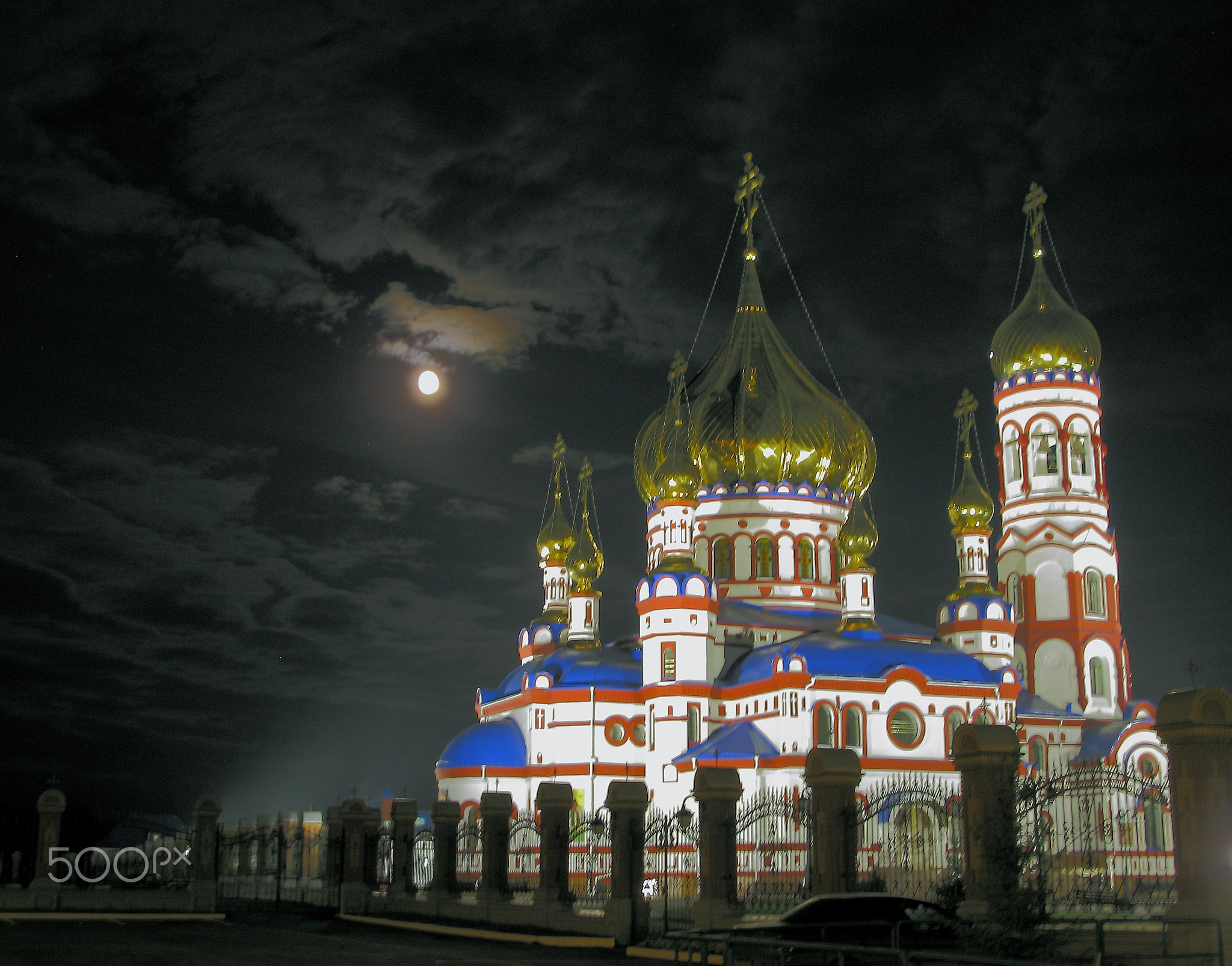
Katedralen under nattetid.